# Ambrosius (pivo)
Ambrosius je značka piva vyráběné výhradně pro hypermarkety Kaufland. Ambrosius patří mezi tzv. „private labels“, značka tedy patří obchodnímu řetězci, který její výrobu zadává různým pivovarům podle svých aktuálních potřeb a podle situace na trhu.

## Výroba
Do roku 2000 se značka Ambrosius vařila v pivovaru Litovel, poté produkci převzal pivovar Holba v Hanušovicích.
Nízká cena piva Ambrosius se v roce 2005 (pokles až na 1,90 Kč) stala cílem protestů Českého svazu pivovarů a sladoven. Jako hlavní argument sloužil fakt, že tato cena nemůže pokrýt ani náklady na výrobu, a může být proto považována za nekalou soutěž s cílem poškodit konkurenci.

## Druhy piva
- Ambrosius Special – výčepní pivo, alkohol 4%
- Ambrosius Gold – světlý ležák, alkohol 5,0%
- Ambrosius Strong – speciální světlé pivo, alkohol 7,2%
- Ambrosius Free – nealkoholické pivo